# Lauren Reed
Lauren Reed es un personaje de ficción interpretado por la actriz australiana de cine y televisión Melissa George en la serie de televisión Alias. Reed se unió al elenco principal de la serie en la tercera temporada interpretando a la esposa de Michael Vaughn.

## Biografía
Reed es el enlace de la NSC con la CIA y trabaja en la misma oficina junto con Michael Vaughn y Sydney Bristow. Reed se casó con Vaughn durante los dos años que Sydney ausente bajo en el control de El Pacto.
Lauren y Sydney tienen una relación antagonista desde el principio, teniendo Lauren un sentimiento especial de que el antiguo amor de su marido ha vuelto de forma inesperada a su vida. Finalmente, Sydney y Lauren comienzan a cooperar, e incluso participan en algunas misiones las dos juntas.
Sin embargo, pronto se revela que Lauren es en realidad un agente de El Pacto, trabajando para sabotear el trabajo de la CIA contra la organización criminal y es, contrariamente a su aire de inocencia, una asesina a sangre fría. Su primera misión conocida para El Pacto fue el asesinato de Andrian Lazarey. Ella fue la encargada de asesinar a su propio padre, un Senador de los Estados Unidos, cuando se supo que estaba al tanto de sus verdaderas afiliaciones. Lauren no pudo finalizar su trabajo siendo la madre de la Lauren, Olivia Reed la que finalmente ejecutó al senador, revelando que ella también era una agente de El Pacto. Lauren mantuvo una relación sexual de negocios con Julian Sark según ël aparte de los negocios tenían sexo desenfrenado donde sea que querían hacerlo.Sark también ahora trabaja para El Pacto. Pronto se dio a conocer su traición a la CIA y personal a Vaughn creando en el un odio y unas insaciables ganas de matarla. Lauren se infiltra en la CIA disfrazada de Sydney para coger información, le pega un tiro a Marshall Flinkman, al ser descubierta y detona explosivos antes de escapar.
Al final de la tercera temporada, Lauren se enfrenta Sydney y casi la derrota durante un combate cuerpo a cuerpo, pero antes de poder rematar a Sydney aparece Vaughn matándola de un disparo. Antes de morir revela a Sydney la situación de una caja de seguridad que contiene información vital sobre la familia de Sydney. Esta información resulta ser la evidencia de que Jack Bristow obtuvo la autorización de la CIA para ejecutar a su antigua esposa, la madre de Sydney Irina Derevko, una autorización que ejecutó él personalmente.
El escándalo que supondría el hecho de que El Pacto pudiera haberse infiltrado en las ramas más importantes del ejecutivo americano fue la razón por la cual la CIA determinó que la muerte de Lauren no debería ser hecha pública, y los restos de la agente doble fueron almacenados en una cripta de alta seguridad.
En la cuarta temporada en el episodio n.º 9, mostraron el cadáver de la Lauren en la cripta de la CIA tras exigir Sark ver su cuerpo a cambio de su colaboración.
- Datos: Q2601476